# Puddle of Mudd

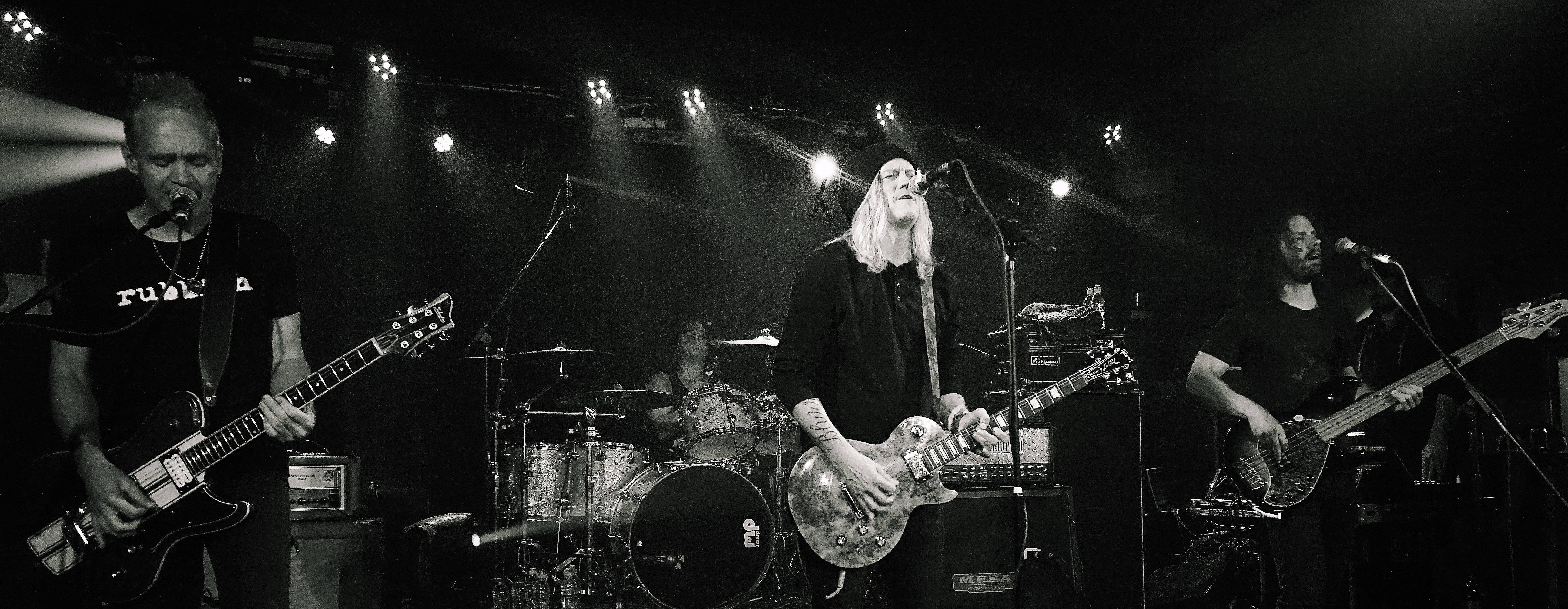
Puddle of Mudd, 2018

Puddle of Mudd är ett amerikanskt postgrunge-band från Kalifornien, bildat 1994. Deras sound är inspirerat av Nirvana. Detta märks bland annat på att sångaren Wes Scantlins sång som inte är helt olik Kurt Cobains. Influenser från Godsmack, Alice in Chains och Soundgarden märks i upplägget av låtarna, även om aggressiviteten är lite nedtonad och låtarna är lite enklare och pendlar mellan att vara mer rakt på och lay-back. Bandet var det första i en rad andra band in samma genre som fick skivkontrakt hos Fred Durst (Limp Bizkit) och hans skivbolag Flawless Records. Albumet Come Clean, som kom ut 2001, blev ett stort genombrott för bandet med låtar som Control, Blurry och Drift and Die och sålde i 5 miljoner exemplar och de spelade tillsammans på en Europaturné med Godsmack samma år. De erhöll ASCAP-priset för låten Blurry utsedd till den mest spelade moderna rocksången i USA, 2006.
Albumet Life On Display som de gjort med producenten John Kurzweg (var medproducent på den först) har inte lika bra bortsett från hiten Away From Me, men gruppen sticker ut på det sättet att de kunnat ta vid där Nirvana slutade och utveckla sitt sound, utan att lockas att kombinera med rap, hardcore, metal eller punk, vilket många konkurrenter av samtida post-grunge-band gjorde vid sekelskiftet.

## Bandmedlemmar
- Wes Scantlin – sång (1992–), kompgitarr (1992–2011, 2012–), sologitarr (1992, 1996–1999)
- Michael Anthony Grajewski – bas, bakgrundsång (2012–2014, 2024–)
- Josh Gilbert – sologitarr, bakgrundsång (2024–)
- Marc Slutsky – trummor, slagverk (2024–)

## Tidigare bandmedlemmar
- Kenny Burkitt – trummor (1992–2000)
- Shane "T-Bone" Webb – trummor (2000–2001)
- Sean Sammon – bas (1992–2002)
- Jimmy Allen – sologitarr (1992–1996, 2005–2006)
- Paul Phillips – sologitarr, bakgrundsång (1999–2005, 2009–2011)
- Greg Upchurch – trummor, slagverk (2001–2005, 2011)
- Ryan Yerdon – trummor (2006–2011)
- Damien Starkey – bas, bakgrundsång (2010–2013)
- Adam Latiff – kompgitarr, bakgrundsång (2011–2012)
- Christian Stone – sologitarr (2006–2009, 2011–2014)
- Doug Ardito – bas, bakgrundsång (1999–2010, 2011–2014)
- Shannon Boone – trummor (2011–2014)
- Michael John Adams – bas, bakgrundsång (2014–2023)
- Dave Moreno – trummmor, bakgrundsång (2005–2006, 2014–2023)
- Matt Fuller – sologitarr, bakgrundsång (2014–2023), rhythm guitar (2012)

Värt att nämna är att Greg har spelat med Eleven och grunge-sångaren Chris Cornell innan han anslöt sig till gruppen.

## Diskografi
- 2001: Come Clean
- 2003: Life on Display
- 2007: Famous
- 2009: Volume 4: Songs in the Key of Love & Hate
- 2019: Welcome to Galvania
- 2023: Ubiquitous